# 張り手
張り手（はりて）は、相撲の技のひとつ。

## 概要
突っ張りが平手で相手を突いて押すための技であるのに対し、張り手は平手を横に振って相手の顔や首の側面を叩く技である。いわゆるビンタのような「手首のスナップを利用し、表面的なダメージを狙う」というものではなく、実際には掌の付け根部分ごと相手にぶつける掌底打ちに近い性質を併せ持っている。
出合い頭に一発当たるだけで相手を倒してしまう威力を持つものもあり、この場合の決まり手は突き倒しと発表されることが多い。興奮して互いに冷静さを欠いた状態になった場合、張り手の応酬となる場合もある。ただし突きや突っ張りが相手の体の芯へ向けられ相手を押す役割を担うのに対して、張り手はそのような意味を持たない。そのために顔への張り手を透かされると、体勢が浮くうえに脇が開いてしまい相手に潜り込まれる場合があり、一気に不利になる。
なお、両掌で両耳を同時に張るのは禁じ手である（相撲規則禁手反則第1条4項）。ただし、片掌で片耳を張る分には禁手ではないのか、両掌でも耳でなく頬を張るのは認められるのか、判然としない条文になっている。また、アマチュア相撲では故意に肩より外側から相手選手の顔へ張る行為自体が禁止されている。

## 張り差し
立合いで立った直後に一度張っておいて、相手が怯んだ隙に自分の有利な差し手に持ち込むことを張り差し（はりさし）という。大きく張らずに、サッと張って自分得意の四つになることが定石である。張り差しを得意にする力士も多いが、猫騙しと同様に正攻法とは見做さず多用すべきではないと苦言を呈する者もいる。格下の力士が横綱相手に張り差しを繰り出すのは暗黙の了解としてタブー視されるが、大関時代の三重ノ海が横綱に張り差しを繰り出し、後に横綱昇進を果たした例もある。大関日馬富士の横綱昇進の際には、「張り差しなんかはしない方がいい。横綱は横綱の自覚を持って張り手は慎んでほしい」との苦言を呈された。かつて横綱審議委員会の委員長に就任していた鶴田卓彦は場所の取組がNHKで放映されていることから相撲普及の観点に立って「子どもも見ている。教育上よくない」と批判した。

## 他の競技への派生
他の格闘技においても張り手が使用される。これについては平手打ち、掌底打ちを参照。

## 逸話
- 雷電爲右エ門は講談『寛政力士伝』で「八角という力士に張り手を喰らわせて殺してしまった」と語られる。
- 昭和16年（1941年）1月場所、大関前田山は張り手を多用し大関羽黒山、横綱双葉山を相次いで破り、張り手の是非を巡る一大論争を巻き起こした。なおこの時双葉山は「張り手も相撲の手だ」と語っている。
- 力道山のいわゆる空手チョップ（英語ではジュードーチョップ）は張り手の応用であった。
- 板井圭介はグルグル巻きにされたバンデージの中にウレタンパッドを仕込んだ張り手（というより握り拳の掌底を当てた）で大乃国から金星3個を奪うなどの活躍を見せた。当然その土俵態度は酷評され、そうした経緯もあって引退後の年寄襲名が認められなかった。
- 軽量力士だった旭道山の張り手は、一発で勝敗を決するだけの威力があり「南海のハブ」の異名を取った。